# Vietnamese Wikipedia
De Vietnamese Wikipedia (Vietnamees: Wikipedia tiếng Việt) is een uitgave in de Vietnameese taal van de online encyclopedie Wikipedia. De Vietnamese Wikipedia ging in november 2002 van start. In februari 2012 waren er ongeveer 336.400 artikelen en 269.172 geregistreerde gebruikers. Sinds juni 2014 telt de Vietnamese Wikipedia meer dan 1 miljoen artikelen.